# Volfartice
Obec Volfartice (dříve též Olbramov, německy Wolfersdorf) se nachází v okrese Česká Lípa, kraj Liberecký. K obci patří i Nová Ves. Žije zde 743 obyvatel.

## Historie

### Nejstarší dějiny
První písemná zmínka o obci pochází z roku 1281. Tehdy se jmenovala Vluardesdorf a patřila Závišovi ze Stružnice, zakladateli rodu Klinštejnů, jež pocházel z rodu Ronovců. Ves byla založena jako lánová a její název poukazuje na lokátora Wolfharda. Zhruba o 100 let později je roku 1352 zmíněn kostel. Podle urbáře z roku 1406 odváděla Wolfardi villa (ves Volfartice) Břevnovskému klášteru 4 groše. Kolem roku 1545 byla v obci poblíž kostela postavena patrová, dodnes zachovalá tvrz, vznikla tak horní a spodní část Volfartic. Každá z částí patřila jinému panství a dál se samostatně rozvíjela. Dvůr a tvrz ve spodní části obce zanikly. V 17. století spodní část vsi připadla řádu Maltézských rytířů, kterým patřilo zdejší panství s centrem na zámku Horní Libchava dalších 300 let. V roce 1850 byly obě části Volfartic administrativně spojeny. V roce 1866 došlo k odškolení farní školy hornolibchavského patronátu.

### Rakousko-Uhersko
V roce 1900 v obci bylo 323 domů s 1734 obyvateli. Mnoho z nich pracovalo ve sklářských oborech, další se zabývali drátkováním, soustružením z rohu.

#### Manufaktura na skleněné perly a knoflíky
V roce 1844 založil Stephan Hellmich ve Volfarticích manufakturu na skleněné a smaltované perly. Syn F. August Hellmich se v roce 1851 zúčastnil londýnské Velké výstavy průmyslových prací všech národů (Great Exhibition of the Works of Industry of all Nations), kde získal čestné uznání. Manufaktura v 50. letech vyráběla všechny druhy skleněných a kompozitních perel a skleněných knoflíků. V roce 1863 si nechal Stephan Hellmich zaregistrovat kupectví (Gemischwarenhandlung). V kupeckém krámě prodával Richard Haschek. V roce 1873 vystavoval na Světové výstavě ve Vídni (Weltausstellung 1873) a v roce 1876 na Světové výstavě ve Filadelfii. Manufaktura se 40 dělníky vyráběla benátské smaltované perly a manžetové, límcové a košilové knoflíky z imitované a pravé rohoviny, slonoviny a želvoviny.
 V roce 1880 se Stephan Hellmich rozhodl budovu čp. 122 s mnoha místnostmi, s plně zařízeným obchodem (Spezereiwaarengeschäft) a nově povoleným hostincem s výčepem, k tomu se stodolou a stájemi, loukou a dalšími pozemky pronajmout na vícero let.

## Pamětihodnosti
- Farní kostel svatého Petra a Pavla je na východní straně obce.
- Renesanční náhrobek ve zdi kostela[16]
- Poloroubená fara
- V sousedství kostela je terasovitě rozložený hřbitov s hřbitovní kaplí. Na hřbitově je pochován pražský hudebník Bohumil Malotín (1927–1999), který se svou ženou a přáteli zachraňovali po roce 1989 volfartickou tvrz před zkázou.
- Horní tvrz byla postavena koncem 14. století. Ve 20. století ji vlastnil Státní statek Cvikov a používal bez oprav jako sklad obilí a hnoje. Před obnovou byla budova bez oken a dveří. Oprava byla dokončena 28. října 1991. Pak zde B. Malotín pořádal koncerty, zval sem hudebníky z Prahy a také Lužické Srby.[17]

## Příroda
Přes ves teče Libchavský potok. Zdejší krajina patří pod SV část Českého středohoří. Na katastru obce jsou tři větší kopce – Radečský /504 m.), Kamenec (380 m.) a Poustevna (520 m.).
V obci jsou dva památné, chráněné stromy – Lípa u tvrze a Volfartická lípa.

## Cestovní ruch
V obci je křižovatka silnic od Žandova, Kamenického Šenova a Horní Libchavy. Po nich vedou autobusové linky (ČSAD Česká Lípa) i cyklotrasa 3056. Přes obec je vedena žlutě značená turistická trasa pro pěší turisty od Žandova, od Volfartic vede k SV na Prácheň a Kamenický Šenov.

## Fotogalerie

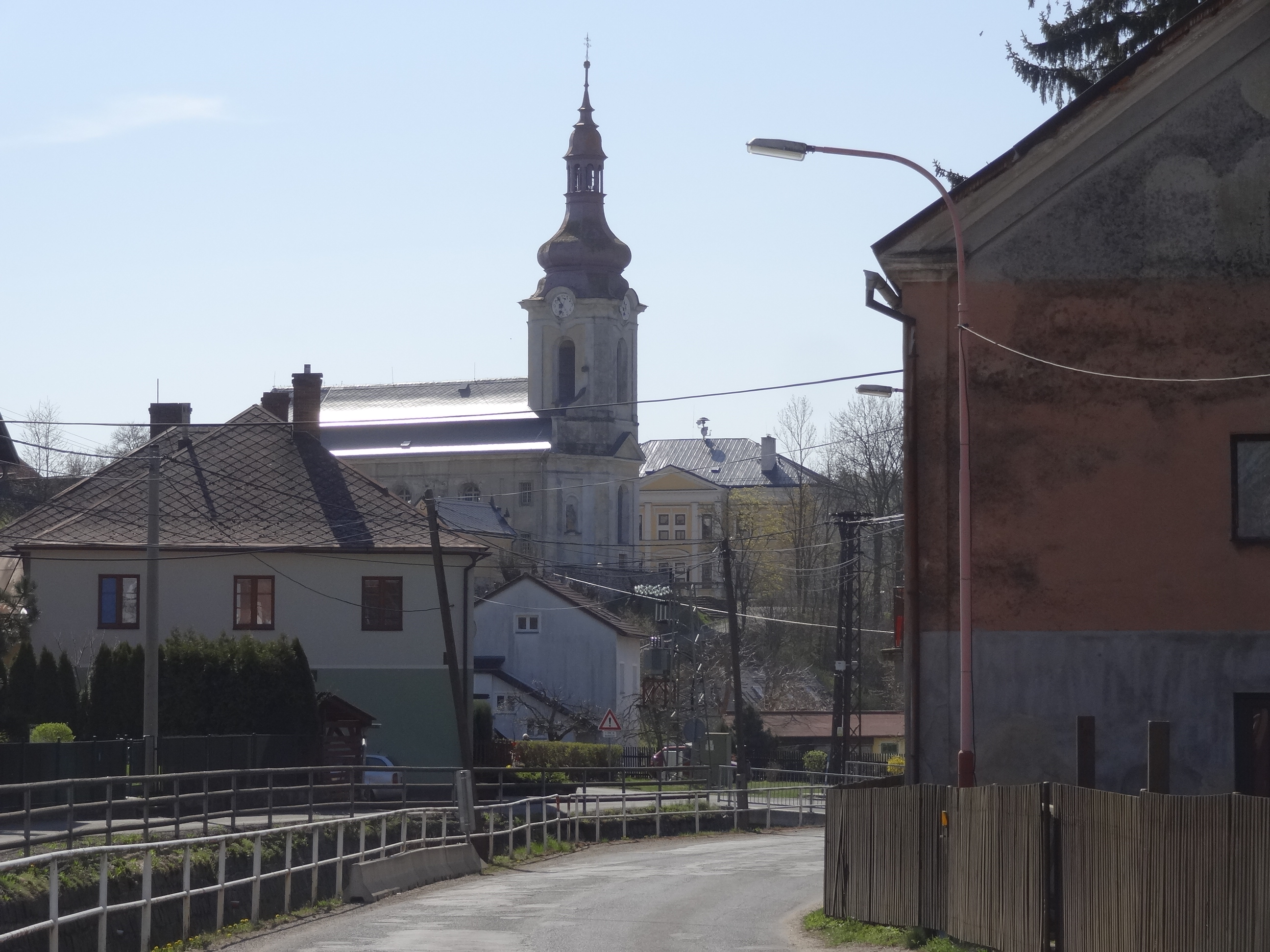
Střed obce
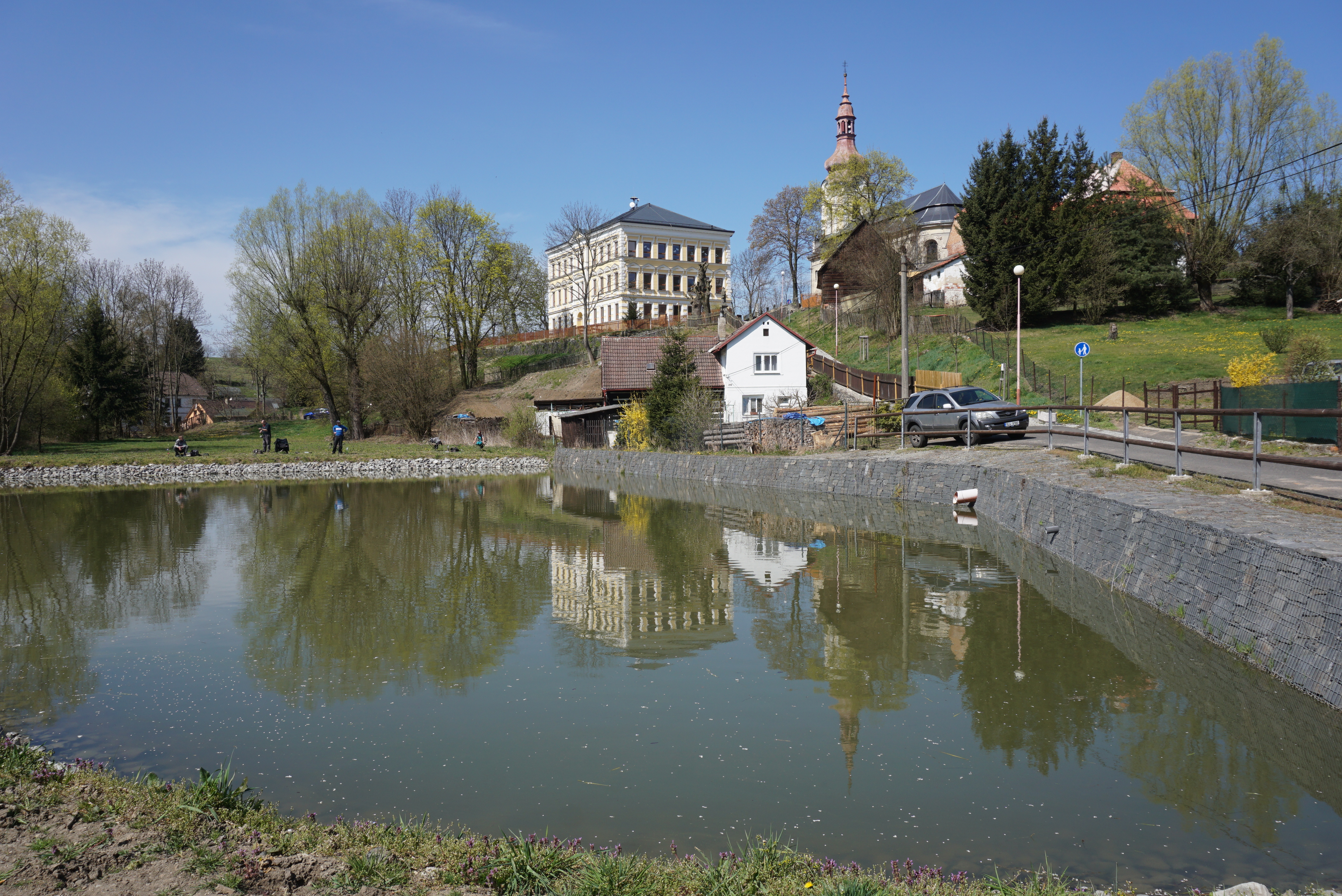
Rybník pod školou a kostelem
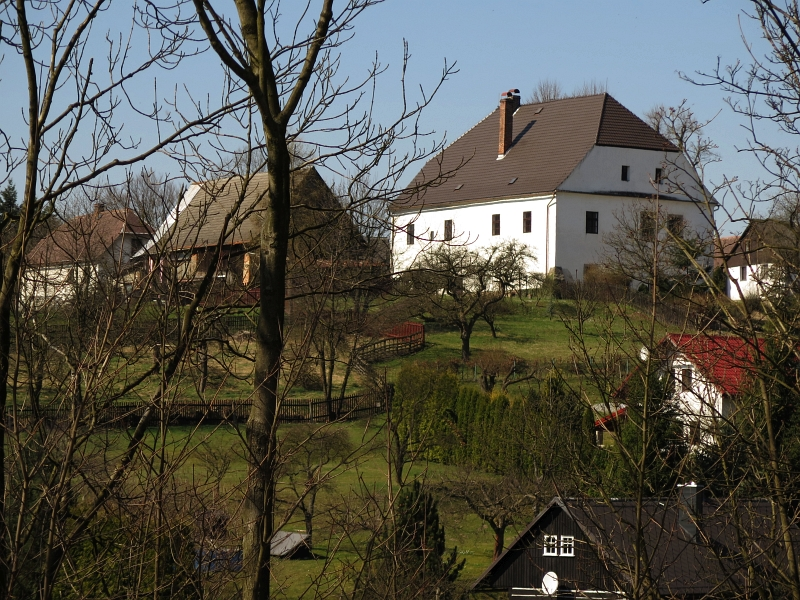
Horní tvrz
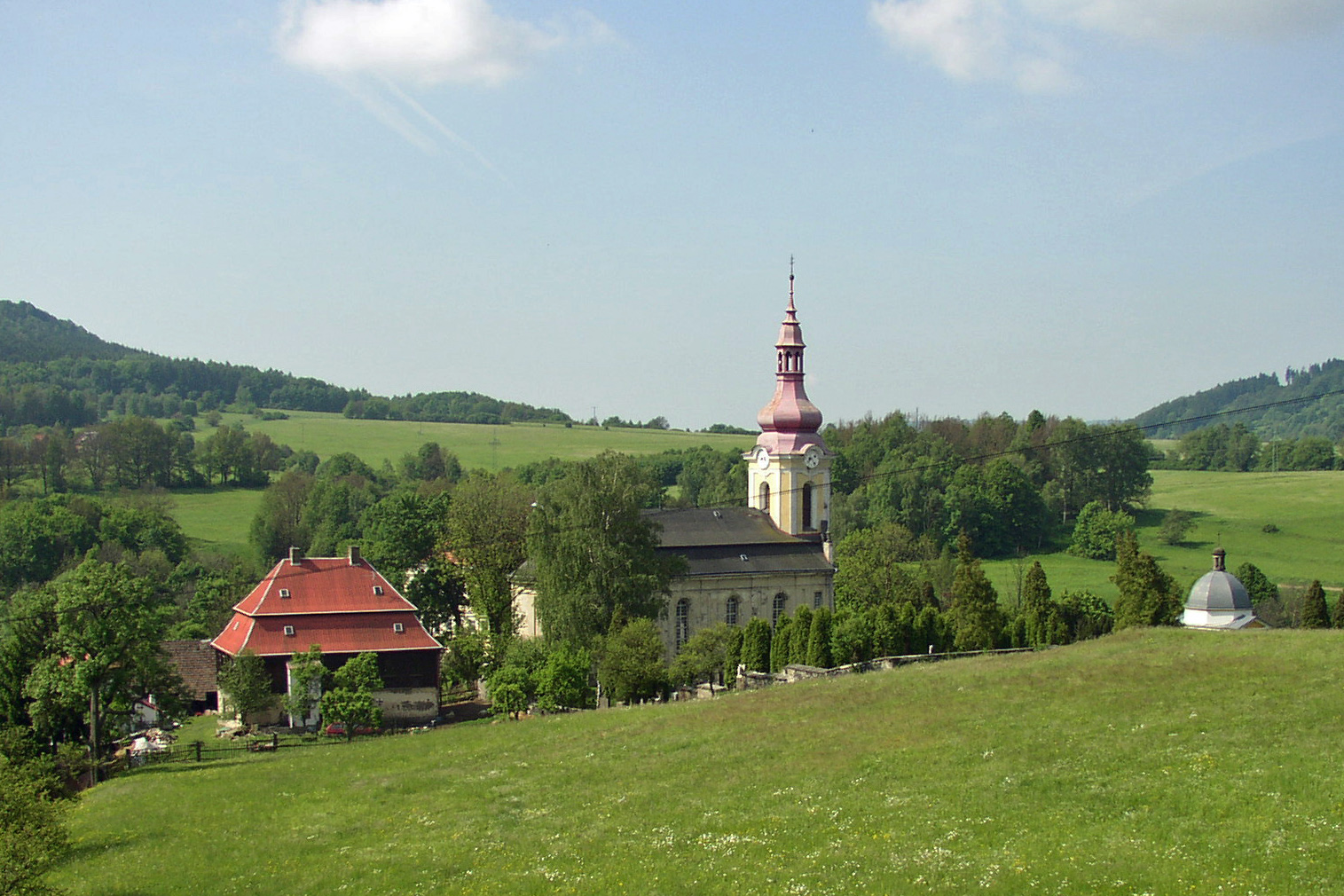
Pohled na kostel z cyklostezky Varhany
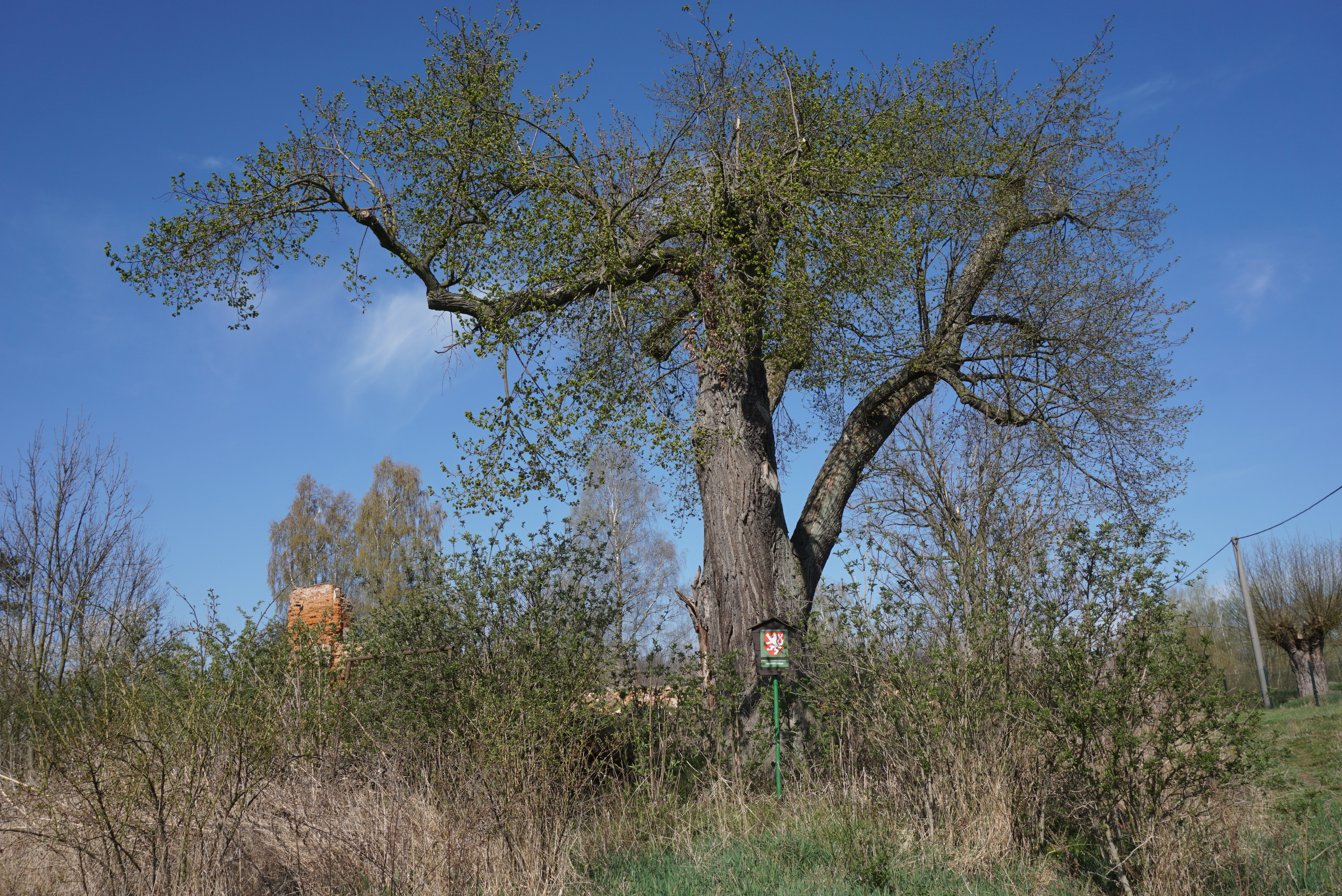
Památná lípa